# درة يادغار (مقاطعة دلفان)
درة يادغار (بالفارسية: دره یادگار) هي قرية تقع في قسم ايتيوند الشمالي الريفي (مقاطعة دلفان) في إيران. يقدر عدد سكانها بـ 188 نسمة بحسب إحصاء 2016.